# 上海伊斯兰教
元朝時伊斯兰教传入上海。依靠以回族为主体和维吾尔、哈萨克等其他信仰伊斯兰教少数民族移民的增加，子孙的繁衍，姻亲关系的扩大，形成自然增长的穆斯林群体，具有鲜明的民族性和发展缓慢的特点，至今仅有５万余穆斯林。在分布格局上也具备一般散居区穆斯林按居处相近，行业或籍贯相同，于聚居点集资建清真寺的“大分散、小集中”的特点。它在宗教教育和文化事业上受汉文化和五四新文化思潮以及近代国际大都市的影响，所谓“对内守教门，对外讲礼仪”。20世纪初叶，穆斯林已在珠宝、玉器、古玩、毛皮出口、清真饮食餐馆、牛羊鸡鸭屠宰加工等行业占有一席之地，并有能力兴办一些宗教文化事业。但长期以来，上海穆斯林组织总体经济状况仍较差，教产较少，力量薄弱。

## 历史
伊斯兰教传入上海始于元代。至元十四年建立松江府，元军将领沙全任松江府达鲁花赤，元军官兵及家属遂定居松江，其中有信奉伊斯兰教的穆斯林，从而把该教带入上海。

### 元朝
- 至正年间（1341-1868年），在松江府西景家堰北与"回回"接壤处，建立了上海地区第一座清真寺--松江真教寺。[2]

### 明朝
- 天顺年间（1457-1464年），明朝为巩固海防又将在西北地区甘州、凉州的2千多名"寄居回回"、"归属回回"迁徙到江南各卫，其中包括上海金山卫（今隶属于上海市金山区）。
- 万历元年（1573年），青浦县聚星街增建了一所"真教祠"。[1]

### 清朝
- 嘉庆年间(1796～1820年)，七宝镇南街创建了七宝清真寺。
- 道光二十三年(1843年)，上海开埠以后来沪穆斯林人数增多。特别是道光二十九年江宁水灾和咸丰三年(1853年)太平军攻占南京前后，原籍南京、扬州、镇江一带的回民逃至上海，最初聚居在南门外沪军营附近(今属南市区)。
- 咸丰二年，穆斯林集资建起了上海市区内第一座清真寺——草鞋湾清真寺(俗称南寺)。
- 咸丰五年建立的浙江路回教堂(俗称外国寺)，是市区位于英租界内的唯一一座最初由印度籍穆斯林和印度八巴利洋行出资筹建并以印籍穆斯林为主体进行宗教活动的清真寺。随着租界经济的发展，原住南门外经商的回民迁徙到城北九亩地一带(今属南市区豫园街道)，从而逐渐形成了南市回民聚居点。
- 同治九年(1870年)，回族穆斯林以务本堂名义在穿心街(今福佑路)购地建立“穿心街清真寺”(俗称北寺)。
- 光绪十八年(1892年)，又建立了日晖港(今肇家浜路)清真寺。
- 光绪二十一年中日甲午战争后，山东、河南、河北、安徽、湖北、江苏、浙江等地，有不少穆斯林来沪谋生，在普陀区的小沙渡、药水弄、英华里，黄浦区的东新桥、马立师，卢湾区的斜桥，杨浦区的八埭头等地块，形成新的定居点。此间，也有少量新疆维吾尔族穆斯林来沪经商定居。

### 民国时期
从20世纪初至民国26年(1937年)抗战爆发之前，市区穆斯林人口又有新的增加。创建于民国3年的“沪西清真寺”和创建于民国4年的上海第一座清真女寺——“高墩街清真女寺”及创建于民国6年的“小桃园清真寺”均于这一时期建立。由上海赴沙特阿拉伯的吉达港去麦加朝觐的直达航线亦于此时开辟。

### 1949年至今
- 1949年，上海共有清真寺20座，其中女寺５座，掌教阿訇(含女阿訇)58人，穆斯林人口1.74万余人。[2]
- 1950年，又增建“北站清真寺”。
- 1951年，上海市财政局、税务局对于清真寺的自用房地产免征房地产税。上海市税务局、市卫生局对于伊斯兰教开斋节、宰牲节、圣纪节所需牛羊予以优先供应，免征屠宰税。
- 1952年春，市长陈毅专程到“小桃园清真寺”视察，随后将“小桃园清真寺”列入对外开放单位。
- 1957年以前，市政府拨款1.17万元修理了6座清真寺。
- 1959年4月，“上海市清真寺管理委员会”(简称“清管会”)成立，以接替“上海回教堂理事会”的工作，统一领导和管理全市清真寺。清管会根据当时实际情况，调整清真寺布局，将全市清真寺合并为9座(含女寺1座)。
- 1962年8月，召开“上海市伊斯兰教第一次代表会议”，成立了“上海市伊斯兰教协会”。
- “文化大革命”期间，除保留“小桃园清真寺”专供外国穆斯林礼拜外，其他清真寺被停止活动，改作工厂、仓库，教职人员转业参加生产劳动。“上海市伊斯兰教协会”也被迫停止工作。[1]
- 1979年6月，上海市伊斯兰教协会恢复工作，并于1982年召开第二次代表会议，进行换届选举。[2]

## 清真寺
- 福佑路清真寺
- 小桃园清真寺
- 沪西清真寺
- 松江清真寺
- 江湾清真寺
- 景星路清真寺
- 清真女寺
- 浦东清真寺